# Calicotyle ramsayi
Calicotyle ramsayi är en plattmaskart. Calicotyle ramsayi ingår i släktet Calicotyle och familjen Monocotylidae. Inga underarter finns listade i Catalogue of Life.